# Pazur

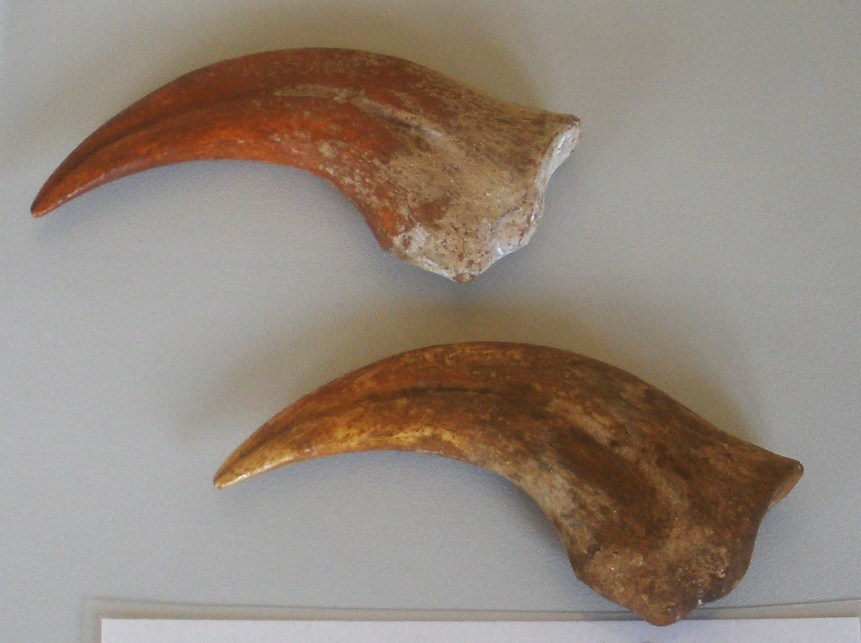
Pazury elmizaura

Pazur (łac. unguicula) – rogowy twór naskórka chroniący końce palców, wspomagający poruszanie się, służący do przytrzymywania i rozrywania pokarmu, a także do ataku i obrony. Otacza ostatni paliczek. Ma kształt haczyka. Składa się z dwóch blaszek o różnej twardości. Zewnętrzna (grzbietowa) jest twardsza, rynienkowato zagięta, blaszka spodnia (podeszwowa) jest stosunkowo miękka. Ostrość pazura zapewnia środkowa część blaszki grzbietowej, twardsza niż jej boczne części. 
Pazury występują u ptaków, wielu gadów i ssaków. 
Pazury ptaków, zwane również szponami (ungues), występują na palcach stopy (pazur palca stopy – unguis digiti pedis), a u niektórych na ostatnich członach palcowych skrzydła (pazur palca skrzydełkowego – unguis digiti alularis i pazur palca większego – unguis digiti majoris).
Szczególny typ pazurów występuje u kotowatych (poza gepardem). Ich budowa umożliwia wysuwanie i chowanie pazura. Właśnie z tej przyczyny koty chodzą bezszelestnie nawet po twardej, gładkiej powierzchni. 
Na palcach człowiekowatych występuje paznokieć, mający podobną budowę, lecz o zredukowanej blaszce dolnej. Natomiast palce ssaków kopytnych są zakończone kopytem.